# 大谷愛人
大谷 愛人（おおたに ひでひと、1924年 - 2018年）は、日本の宗教哲学者、慶應義塾大学名誉教授。

## 来歴
東京生まれ。1958‐60年、デンマーク文部省交換留学生としてコペンハーゲン大学に留学。1962年、慶大大学院博士課程単位取得退学。1969年、「キルケゴール青年時代の研究」で文学博士。慶大助教授、教授。1990年、定年退任、名誉教授。

## 著書
- キルケゴール青年時代の研究 勁草書房 1966
- キルケゴール青年時代の研究 続 勁草書房 1968
- キルケゴール著作活動の研究 前篇 勁草書房 1989
- キルケゴール著作活動の研究 後篇 勁草書房 1991
- 倫理学講義 勁草書房 1994.3
- キルケゴール教会闘争の研究 勁草書房 2007.3

## 共著
- キルケゴール死にいたる病 泉治典共著 1980.4 (有斐閣新書)

## 翻訳
- 哲学的断片・危機 キルケゴール著作集 第6巻 白水社 1963
- キルケゴール講話・遺稿集 第6巻 原佑共訳 理想社 1964
- キルケゴールの言葉 編訳 弥生書房 1969. (人生の知恵)
- キルケゴールの講話・遺稿集 8 北田勝巳共訳 新地書房 1980.7